# Sebastiano Fresta
(frase tratta dal Saggio sulla topografica medica della Contea di Mascali (Catania 1851, pp. 4, 19) di Mercurio Giuseppe Antonio e riportata da Sebastiano Fresta nel libro "La Contea di Mascali")
Sebastiano Fresta (18 gennaio 1924 – Giarre, 3 marzo 2012) è stato uno storico e politico italiano.

## Biografia
Laureato in Lettere, dopo anni di insegnamento ha esercitato la professione di Preside per 30 anni in Istituti Superiori di Giarre e Riposto, fu consigliere comunale ed assessore di Giarre ed anche direttore del museo antropologico "Genti dell'Etna" di Macchia (di Giarre) e socio fondatore della società giarrese di Storia patria e cultura.
Nel 1959 fu fondatore dell'I.T.I. "Enrico Fermi" di Giarre e ne fu preside fino al 1972. Dopo un anno all'Alberghiero di Giarre, dal 1974 al 1989 (anno di pensionamento) fu preside dell'Istituto Commerciale “Edoardo Pantano” di Riposto. Qui "ristrutturò" l'istituto e portò la popolazione scolastica da 250 alunni a 900. Andò in pensione nel 1989, dopo 40 anni di servizio, insignito del "Diploma di Medaglia d’oro ai benemeriti della Scuola, della Cultura, dell’Arte" nel 1985.
Fu insignito dal papa Paolo VI dell'Ordine dei Cavalieri di San Gregorio Magno nel 1968. Dedicò le sue ricerche alle fonti di Storia della Contea di Mascali di cui ha dato alle stampe la terza edizione. Ha curato la storia popolare e religiosa del territorio e fu "corrispondente" dell'annuario dell'Accademia di Scienze, Lettere e Belle Arti degli Zelanti e dei Dafnici di Acireale. Ha Lavorato per una storia degli imprenditori del territorio, dell'Ottocento e del Novecento a Giarre. Si è anche occupato di legislazione scolastica (Dalla Legge Casati ai Decreti Delegati – Fresta e Maugeri 1981).

## Opere
Tra i principali libri:
- Sebastiano Fresta, La Contea di Mascali, Giarre, La Rocca, 1988, SBN CFI0138595.
- Le Chiese di Giarre. Giarre, 1984 (Archeoclub d'Italia - sez. di Giarre-Riposto), 2000 (Comune di Giarre).
- Altarello nella storia di Giarre. Giarre, A cura dell'Associazione Turistico-Sportiva "Altarello", 1992.
- Santa Domenica Vittoria. Porta dei Nebrodi. A cura dell'Amministrazione Comunale di Santa Domenica Vittoria, 1994.
- Giarre e la sua storia. Giarre, 1998 (Comune di Giarre), 2004 (Il Circolo di Piazza Bonadies).
- Tagliaborsa. La Chiesa di Santa Maria degli Angeli e la donazione di Luca La Spina. Biblioteca della provincia regionale di Catania, 2003.

## Pubblicazioni
Tra le principali pubblicazioni:
- Acireale e la Contea di Mascali. Rapporti ed interessi. Acireale, Accademia di Scienze Lettere e Belle Arti degli Zelanti e dei Dafnici, 1968.
- Da Mascali a Giarre. La borghesia nella Contea. Acireale, Accademia di Scienze Lettere e Belle Arti degli Zelanti e dei Dafnici, 1969.
- Le scuole di umanità, retorica e filosofia nella Contea di Mascali. Acireale, Accademia di Scienze Lettere e Belle Arti degli Zelanti e dei Dafnici, 1970.
- Struttura dell'amministrazione della Contea di Mascali. Acireale, Accademia di Scienze Lettere e Belle Arti degli Zelanti e dei Dafnici, 1972.
- La chiesa madre di Giarre nell'Ottocento. Acireale, Accademia di Scienze Lettere e Belle Arti degli Zelanti e dei Dafnici, 1974.
- La scuola di commercio nella storia di Riposto. Acireale, Accademia di Scienze Lettere e Belle Arti degli Zelanti e dei Dafnici, 1978.
- I Padri Cappuccini nella storia di Giarre. Acireale, Accademia di Scienze Lettere e Belle Arti degli Zelanti e dei Dafnici, 1979.
- I Padri Filippini nella storia di Giarre (1761-1866). Acireale, Accademia di Scienze Lettere e Belle Arti degli Zelanti e dei Dafnici, 1980.
- Beneficiali e Arcipreti nella Chiesa di Giarre. Acireale, Accademia di Scienze Lettere e Belle Arti degli Zelanti e dei Dafnici, 1981.
- Dalla legge Casati ai decreti delegati- 1859-1974, Sebastiano Fresta, Giuseppe Maugeri, Acireale, Galatea, 1981
- Santa Maria La Strada nella storia di Giarre. Acireale, Accademia di Scienze Lettere e Belle Arti degli Zelanti e dei Dafnici, 1982.
- A ottant'anni dalla regia scuola di commercio di Riposto (1907-1987). Acireale, Accademia di Scienze Lettere e Belle Arti degli Zelanti e dei Dafnici, 1987.
- Le concessioni antiche e moderne fatte dai vescovi di Catania, dei terreni di quel vescovado. Acireale e la Contea di Mascali. Acireale, Accademia di Scienze Lettere e Belle Arti degli Zelanti e dei Dafnici, 1988.
- Giarre dal 1840 al 1860. Il ventennio di Giuseppe Macherione. Acireale, Accademia di Scienze Lettere e Belle Arti degli Zelanti e dei Dafnici, 1990.
- Giarre e Riposto dal 1815 al 1841. La spartizione e la gestione di 8.000 ettari di territorio. Acireale, Accademia di Scienze Lettere e Belle Arti degli Zelanti e dei Dafnici, 1991.
- Dalla Contea di Mascali ai comuni di Giarre e di Riposto dal 1124 al 1841. Acireale, Accademia di Scienze Lettere e Belle Arti degli Zelanti e dei Dafnici, 1992.
- La chiesa madre di S.Isidoro Agricola di Giarre, 1794-1994. Acireale, Accademia di Scienze Lettere e Belle Arti degli Zelanti e dei Dafnici, 1994.
- La scuola cattolica di Giarre tra Settecento ed Ottocento. Acireale, Accademia di Scienze Lettere e Belle Arti degli Zelanti e dei Dafnici, 1995.
- Le suore bocconiste nella storia di Giarre. Acireale, Accademia di Scienze Lettere e Belle Arti degli Zelanti e dei Dafnici, 1996.
- Concessione enfiteutica in contrada Torre Archirafi 1625. Iesus in La Contea di Mascali. Un lungo cammino per la riscoperta, pp. 14–21, Ed. Società giarrese di Storia Patria e Cultura, 1996.
- Nicola Maria Caracciolo, vescovo di Catania e conte di Mascali (1537-1568),  Acireale, Accademia di Scienze Lettere e Belle Arti degli Zelanti e dei Dafnici, 1997.
- A Giarre nel 1908: arriva la luce elettrica. Acireale, Accademia di Scienze Lettere e Belle Arti degli Zelanti e dei Dafnici, 1998.
- Per la storia dell'enfiteusi nel catanese. Acireale, Accademia di Scienze Lettere e Belle Arti degli Zelanti e dei Dafnici, 2000.
- Mons. Giuseppe Alessi. Acireale, Accademia di Scienze Lettere e Belle Arti degli Zelanti e dei Dafnici, 2003.

## Pubblicazioni minori
- Notizie storiche sul paese di San Leonardello e sulla chiesa di Maria SS. della Libertà. Cronistoria dal XVIII secolo al 1947, Opuscolo commemorativo dell'80º anniversario della fondazione della Parrocchia di San Leonardello.